# Racine (Wisconsin)
Pour les articles homonymes, voir Racine.
Racine (en anglais [rəˈsiːn]) est une ville de l'État du Wisconsin, aux États-Unis, située au bord du lac Michigan entre Chicago (100 kilomètres au sud) et Milwaukee (50 km au nord), à l'embouchure de la Root River. D'après le recensement de 2020, la ville de Racine a une population totale de  77 816 habitants. Elle est le siège du comté de Racine.

## Histoire
En 1832, juste après la Guerre des Black Hawks, la zone près de Racine fut occupée par les Yankees venant de New York et cherchant une nouvelle vie.
Gilbert Knapp (en), un capitaine de navire sur le lac en 1834, fonda le premier village de Port Gilbert là où la Root River s'écoulait dans le lac. La zone était nommée avant Kipi Kawi puis Chippecotton par les Amérindiens, tous deux les anciens noms de la Root River. Le nom de « Port Gilbert » n'a jamais réellement été accepté, et en 1841, la communauté fut incorporée au village de Racine.
Avant la guerre de Sécession, Racine était connue pour son opposition à l'esclavage. En 1854, Joshua Glover (en), un ancien esclave devenu libre s'installa à Racine, fut arrêté par les marshals et emprisonné à Milwaukee. 100 hommes de Racine, et environ 5 000 personnes du Wisconsin, se rejoignirent et détruisirent la prison pour le libérer. Il a ensuite été aidé pour passer au Canada.
Des vagues d'immigrants, dont des Danois, des Allemands, des Tchèques commencèrent à s'installer à Racine entre la Guerre de Sécession et la Première Guerre mondiale. Les Afro-Américains commencèrent à arriver aussi durant la Première Guerre mondiale.
Racine se considère comme la plus grande communauté danoise nord-américaine en dehors du Groenland.

## Géographie
D'après le Bureau du recensement des États-Unis, la ville a une surface totale de 48,4 km2. 40,2 km2 sont des terres et 8,1 km2, soit 16,76 %, sont de l'eau. Racine se trouve à 50 kilomètres au sud de Milwaukee et à 100 kilomètres au nord de Chicago (environ 119 kilomètres de Downtown Chicago).

## Politique et administration

### Jumelages
- Aalborg (Danemark)
- Bluefields (Nicaragua)
- Fortaleza (Brésil)
- Montélimar (France)
- Ōiso (Japon)

## Population et société

### Démographie
| Groupe                           | Racine | Wisconsin | États-Unis |
| -------------------------------- | ------ | --------- | ---------- |
| Euro-Américains                  | 61,8   | 86,2      | 72,4       |
| Afro-Américains                  | 22,6   | 6,3       | 12,6       |
| Autres                           | 10,4   | 2,4       | 6,2        |
| Métis                            | 4,0    | 1,8       | 2,9        |
| Asio-Américains                  | 0,8    | 2,3       | 4,8        |
| Amérindiens                      | 0,5    | 1,0       | 0,9        |
| Total                            | 100    | 100       | 100        |
| Hispaniques et Latino-Américains | 20,7   | 5,9       | 16,7       |

Selon l'American Community Survey, pour la période 2011-2015, 86,78 % de la population âgée de plus de 5 ans déclare parler anglais à la maison, alors que 11,03 % déclare parler l'espagnol, 0,56 % une langue chinoise et 1,63 % une autre langue. D'après le bureau du recensement des États-Unis, il y avait 77 816 habitants dans la ville de Racine en 2020.

### Éducation
Les écoles publiques de Racine sont dirigées par le Racine Unified School System (en), qui compte 21 écoles primaires, 5 collèges et 5 lycées pour un total de  21 000 étudiants.

### Économie

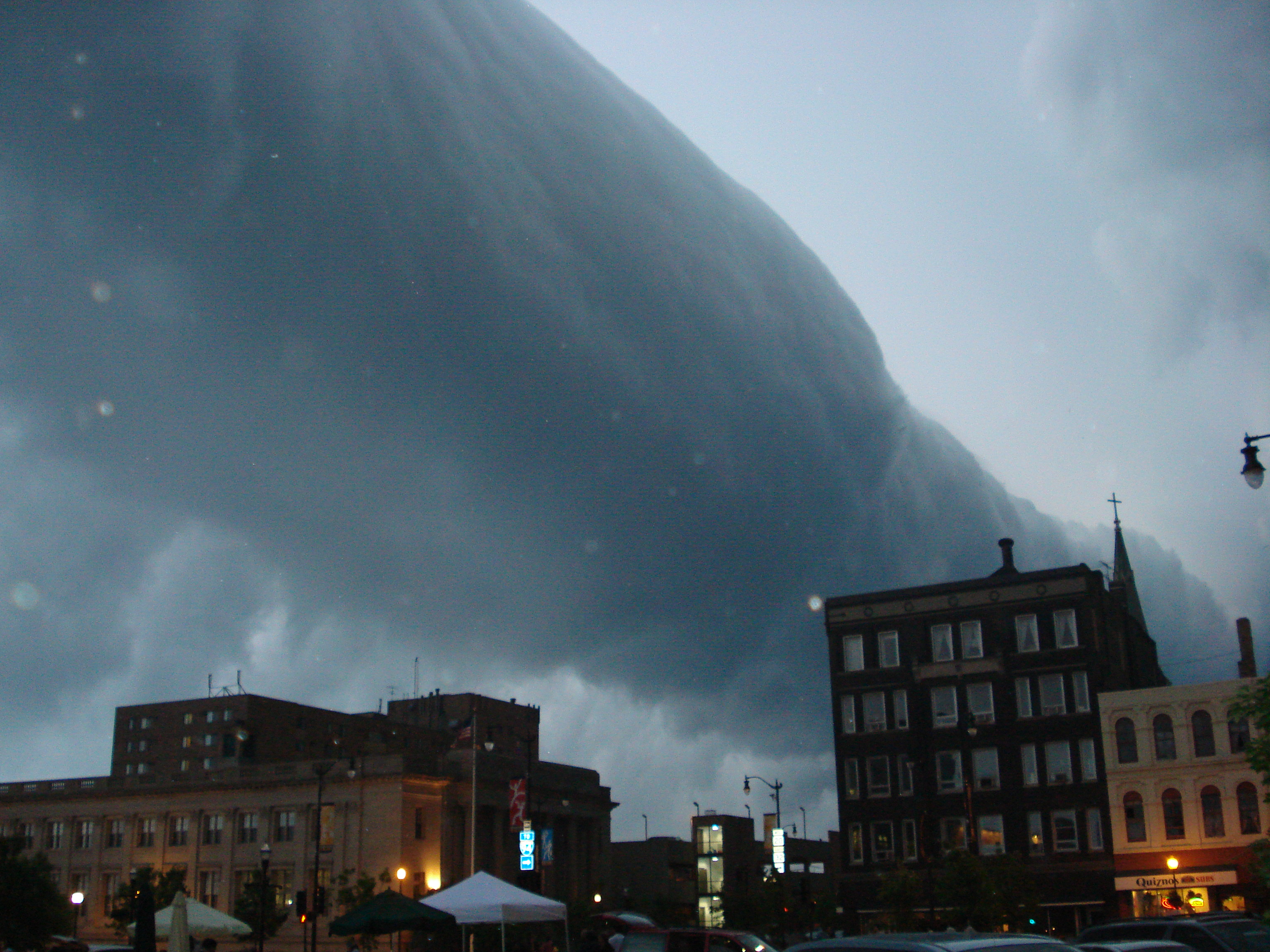
Un arcus en rouleau à Racine.

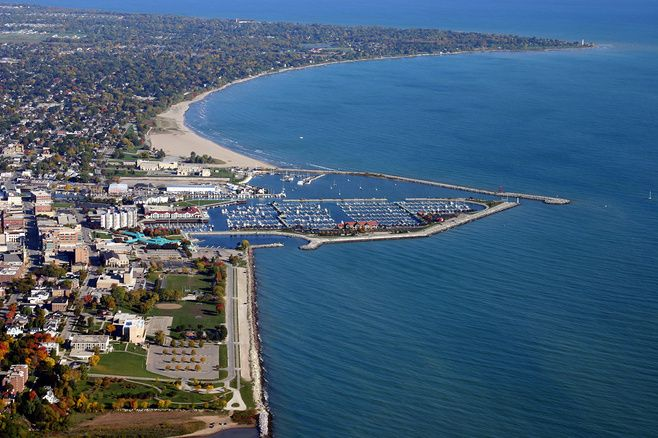
Vue aérienne du front de lac de Racine.

Racine a été le siège social de Case Corporation avant que Case ne soit racheté par Fiat pour former CNH.

### Lycées
- Jerome I. Case High School
- Washington Park High School
- William Horlick High School
- Walden III High School
- Racine Lutheran High School
- Saint Catherine's High School
- The Prairie School

## Culture et patrimoine

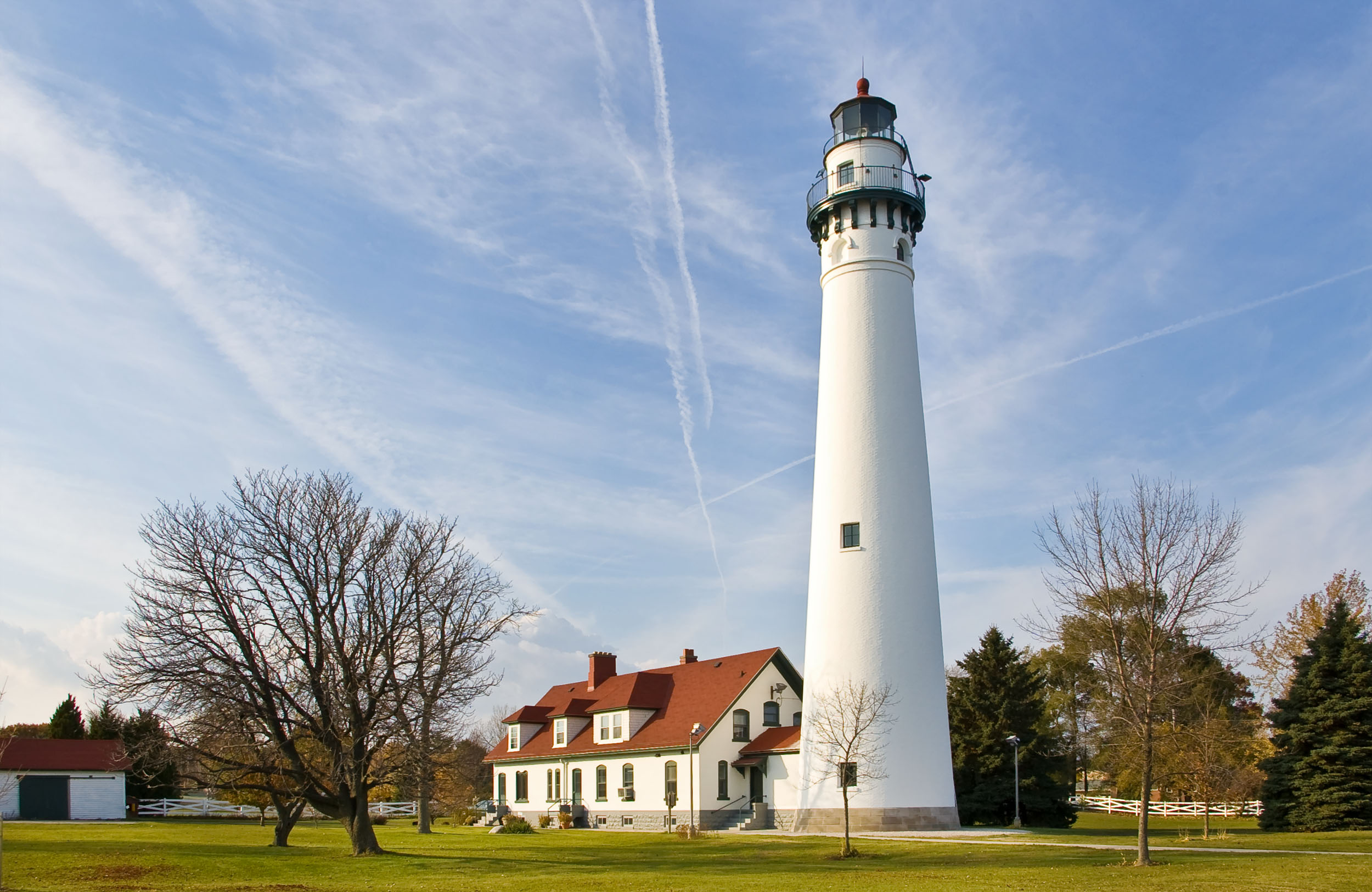
Phare de Wind Point

- Le phare de Wind Point, listé dans le Registre national des lieux historiques.
- L'immeuble de la Johnson Wax, construit par Frank Lloyd Wright.